# Улюнгур
Улюнгур (на китайски: 乌伦古湖; на пинин: Ulungur Hú) е безотточно солено езеро в Северозападен Китай, в Синдзян-уйгурския автономен регион с площ 853 km² (2015 г.).
Езерото Улюнгур е разположено в пустинна котловина в северната част на Джунгарската равнина на 479 m н.в. В миналото езерото Улюнгур е образувало единен водоем с разположеното на 481 m н.в. на югоизток по-малко езеро Баганур, с което сега се съединява с късия проток Куйган. В езерото Баганур от север се влива река Урунгу. Има форма на правоъгълен триъгълник, като правият ъгъл е обърнат на запад. Бреговете на Улюнгур са пустинни, заети на места от солончаци и обрасли с тръстика. На 2 km северно от Улюнгур преминава участък от горното течение на река Иртиш. В края на 20-и век от реката на надморска височина 486 m е прокопан канал, по който част от водите на Иртиш постъпват в езерото, като по този начин нивото му се покачва, площта му се увеличава от 827 km² до 853 km² през 2015 г., а солеността му намалява. През зимата замръзва. Езерото е много богато на риба (елец, лин, каракуда, окун, кротушка, сибирски шаран) и се развива местен риболов.